# Николаево (област Перник)
Вижте пояснителната страница за други значения на Николаево.
Николаево е село в Западна България. То се намира в община Радомир, област Перник.

## География
Николаево е разположено в източните склонове на южния дял на планината Черна гора (Горнострумски хребет), на 3 км от град Радомир.

## История
Възниква на мястото на бивш турски чифлик.